# 美i-style
株式会社 美i-style（bi-style）は、東京都港区に本社を置く、日本の芸能事務所である。株式会社CASTYと連携。

## 所属タレント

### 男性
- 小島たかや
- 中村柊太
- 安川一登
- 行永浩信

### 女性
- 七味まゆ味
- 矢崎海咲

### かつて所属していたタレント
- 麻見順子